# Faustinus
Faustinus was een usurpator die in opstand kwam tegen Tetricus I, de laatste keizer van het Gallische Keizerrijk. Er is niet veel over hem bekend; wij weten noch zijn volledige naam, noch het jaar van zijn geboorte. Slechts een aantal antieke bronnen vermeldt dat Faustinus  vanuit Augusta Treverorum, de provinciale hoofdstad van Gallia Belgica, een muiterij tegen Tetricus I begon. Faustinus bekleedde het ambt van provinciaal gouverneur. Waarschijnlijk was hij praeses van Gallia Belgica, toen hij zijn rebellie begon.
De exacte datum van deze rebellie is onzeker. De opstand vond waarschijnlijk plaats tussen eind 273 en de vroege zomer van 274. Sommige antieke bronnen suggereren dat Faustinus zijn revolte nog voortzette nadat Tetricus I zich na de verloren veldslag bij Châlons-en-Champagne had overgegeven aan keizer Aurelianus.